# Anna Arina Wiktorowna Marjenko
Anna Arina Wiktorowna Marjenko (russisch Анна Арина Викторовна Маренко, englisch Anna Arina Marenko; * 2. Januar 1992) ist eine ehemalige russische Tennisspielerin.

## Karriere
Marjenko begann mit neun Jahren das Tennisspielen und bevorzugt Rasenplätze. Sie spielte vor allem bei Turnieren der ITF Women’s World Tennis Tour, wo sie fünf Titel im Doppel gewinnen konnte.

## Turniersiege

### Doppel
| Nr. | Datum             | Turnier   | Kategorie   | Belag           | Partnerin                 | Finalgegnerinnen                      | Ergebnis          |
| --- | ----------------- | --------- | ----------- | --------------- | ------------------------- | ------------------------------------- | ----------------- |
| 1.  | 23. Mai 2010      | Moskau    | ITF $25.000 | Sand            | Jekaterina Jakowlewa      | Aleksandra Krunić Marina Schamaiko    | 6:2, 6:2          |
| 2.  | 20. Juni 2010     | Alkmaar   | ITF $10.000 | Sand            | Swjatlana Piraschenka     | Elyne Boeykens Monika Wejnert         | 6:3, 6:1          |
| 3.  | 5. Dezember 2010  | Vinaròs   | ITF $10.000 | Sand            | Arabela Fernández Rabener | Cristina Dinu Ionela-Andreea Iova     | 7:64, 7:5         |
| 4.  | 12. Dezember 2010 | Benicarló | ITF $10.000 | Sand            | Arabela Fernández Rabener | Anastasia Grymalska Andreea Văideanu  | 6:3, 7:61         |
| 5.  | 24. März 2012     | Moskau    | ITF $25.000 | Teppich (Halle) | Margarita Betowa          | Walentina Iwachnenko Kateryna Koslowa | 3:6, 7:64, [10:6] |